# Абуева, Марианна
Марианна Абуева (азерб. Marianna Abuyeva; Пустой шаблон {{ВД-Преамбула}} ) — азербайджанская волейболистка. Связующая. Игрок ЖВК «Гянджа» и сборной Азербайджана.

## Карьера
Родилась 10 марта 2004 года. Начала заниматься волейболом с 2014 года.
Первым профессиональным клубом стал «Азеррейл-2».
В 2019 году принимала участие в играх «EEVZA-U16» (Eastern European Volleyball Zonal Association).
С 2021 года выступает в чемпионате Азербайджана.
С 2022 года являлась игроком ЖВК «Абшерон».
В мае 2024 года перешла в ЖВК «Национальная Академия Авиации».
Сезон 2024/2025 провела за ЖВК «Национальная Академия Авиации».
24 июня 2025 года перешла в ЖВК «Гянджа».

## Достижения
- Чемпионат Азербайджана 2024/2025 — [4][5]